# La vida de los peces
La vida de los peces es una película chilena estrenada en 2010. Es la cuarta película de Matías Bize y está protagonizada por Santiago Cabrera y Blanca Lewin. Fue elegida para representar a Chile en los premios Óscar y Goya. En este último, se alzó como vencedora en la categoría de «mejor película extranjera de habla hispana». En agosto de 2011, el filme ganó el premio Luis Buñuel como mejor producción iberoamericana de 2010.

## Trama
Andrés (Santiago Cabrera) vive en Alemania desde hace 10 años. Regresa a Chile para cerrar su pasado antes de asentarse definitivamente en Berlín.
Durante su estadía, asiste a la fiesta de cumpleaños de uno de sus amigos donde redescubre todo un mundo que dejó de ver, incluida Beatriz (Blanca Lewin), su gran amor. Este reencuentro podría cambiar la vida de Andrés para siempre, y ser el necesario para revelar secretos y entregar claridad a mentiras muy oscuras.

## Elenco
- Santiago Cabrera - Andrés
- Blanca Lewin - Beatriz
- Víctor Montero - Pablo
- Antonia Zegers - Mariana
- Sebastián Layseca - Ignacio
- Juan Pablo Miranda - Roberto
- María Gracia Omegna - Carolina
- Alicia Rodríguez - Daniela
- Luz Jiménez - Guillermina
- Matías Jara - Matías
- Pedro Del Carril - Pedro
- Francisca Cárdenas - Maraca
- Diego Fontecilla - Jorge
- Lorena Bosch - Amiga de Beatriz
- Diego Ruiz - Francisco

## Comentarios de la prensa
«El resultado es de una excelencia contundente. Una vez más, Bize se ha superado a sí mismo».
-Ascanio Cavallo - Revista Sábado, El Mercurio

«'La vida de los peces' debe tener uno de los mejores finales del cine chileno».
- Alejandro Alaluf - La Tercera

«Matías Bize a estas alturas, el más genial y sólido cineasta chileno».
- Ana Josefa Silva - La Segunda

## Banda sonora
Matías Bize encargó la banda sonora a Diego Fontecilla e Inverness, quienes compusieron la mayoría de los temas incluidos en la banda sonora final editada por el sello independiente LeRockPsicophonique, propiedad de Inverness.
| N.º | Título                                              | Duración |  |
| 1.  | «Fue bueno verte»                                   | 4:31     |  |
| 2.  | «Nubes (Inverness)»                                 | 5:45     |  |
| 3.  | «Mis mejores recuerdos»                             | 8:19     |  |
| 4.  | «Caminando»                                         | 2:16     |  |
| 5.  | «Te llamé»                                          | 5:18     |  |
| 6.  | «El universo que no fue»                            | 5:47     |  |
| 7.  | «Illuminaciones (Inverness)»                        | 3:02     |  |
| 8.  | «El cielo está en las nubes (Nader Cabezas)»        | 4:46     |  |
| 9.  | «Soy pan, soy más (Piero, cover de Nader Cabezas)»  | 4:27     |  |
| 10. | «Donde escondiste el mar (Pablo Yovane)»            | 3:44     |  |
| 11. | «Los tormentos (Pablo Yovane)»                      | 3:36     |  |
| 12. | «Viaje interno (Andrés Alcaíno, a.k.a. Subsonique)» | 3:11     |  |

## Premios y nominaciones
| Premio                                           | Categoría                                  | Receptor                  | Resultado | Ref.   |
| ------------------------------------------------ | ------------------------------------------ | ------------------------- | --------- | ------ |
| Premio Goya                                      | Mejor Película Extranjera de Habla Hispana | Matías Bize               | Ganador   | [ 4 ]  |
| Festival de Cine Iberoamericano de Huelva        | Mejor Guion                                | Matías Bize y Julio Rojas | Ganador   | [ 5 ]  |
| Premio Luis Buñuel                               | Mejor Producción Iberoamericana            | Adrián Solar              | Ganador   | [ 6 ]  |
| Festival de Cine de Venecia                      | Mejor Película de la Década                | Matías Bize               | Ganador   | [ 7 ]  |
| Premio Pedro Sienna                              | Mejor Largometraje Ficción                 | Matías Bize               | Nominada  | [ 8 ]  |
| Premio Pedro Sienna                              | Mejor Dirección                            | Matías Bize               | Nominada  | [ 8 ]  |
| Premio Pedro Sienna                              | Mejor Guion                                | Matías Bize y Julio Rojas | Ganador   | [ 8 ]  |
| Premio Pedro Sienna                              | Mejor Actor Protagónico                    | Santiago Cabrera          | Nominada  | [ 8 ]  |
| Premio Pedro Sienna                              | Mejor Actriz Protagónica                   | Blanca Lewin              | Nominada  | [ 8 ]  |
| Premio Pedro Sienna                              | Mejor Actriz Secundaria                    | Antonia Zegers            | Nominada  | [ 8 ]  |
| Premio Altazor                                   | Mejor Director                             | Matías Bize               | Ganador   | [ 9 ]  |
| Premio Altazor                                   | Mejor Guion                                | Matías Bize y Julio Rojas | Ganador   | [ 9 ]  |
| Premio Altazor                                   | Mejor Actor                                | Santiago Cabrera          | Ganador   | [ 9 ]  |
| Premio Altazor                                   | Mejor Actriz                               | Blanca Lewin              | Ganador   | [ 9 ]  |
| Festival Iberoamericano de Cine de Santa Cruz    | Mejor Película                             | Matías Bize               | Ganador   | [ 10 ] |
| Festival Iberoamericano de Cine de Santa Cruz    | Mejor Guion                                | Matías Bize y Julio Rojas | Ganador   | [ 10 ] |
| Rapa Nui Film Fest                               | Mejor Director                             | Matías Bize               | Ganador   | [ 11 ] |
| Festival Internacional de Cine de Festroia       | Mejor Argumento                            | Matías Bize y Julio Rojas | Ganador   | [ 12 ] |
| Festival Internacional de Cine de Punta del Este | Mejor Película Ficción                     | Matías Bize               | Ganador   | [ 13 ] |
| Los Angeles Latino International Film Festival   | Mejor Director                             | Matías Bize               | Ganador   | [ 14 ] |
| Oslo Films from the South Festival               | Mejor Película                             | Matías Bize               | Nominada  | [ 15 ] |
| Copihue de Oro                                   | Mejor Película                             | Matías Bize               | Ganador   | [ 16 ] |